# リギルドセンチュリー

リギルドセンチュリー（Regild Century: R.C）は、アニメ作品群『ガンダムシリーズ』のうち、『ガンダム Gのレコンギスタ』およびその派生作品の舞台となった架空の紀年法。

## 概要
宇宙世紀との繋がりが明確に示唆されている世界観である。作中には「宇宙世紀を含めて2000年の歴史がある」という台詞が登場し、いくつかの設定も宇宙世紀と共通している。作中においてはR.C.1014年のみが描かれ、それ以前およびそれ以降については描かれない。
サンライズの公式見解では「宇宙世紀終了とともにリギルドセンチュリーへの改元が行われた」とされており、ファンの間でもその見方が有力である。しかし本作や初代ガンダムの総監督を務めた富野由悠季は『リギルドセンチュリーは正暦の500年後を想定している』と発言しており、サンライズと富野の見解に齟齬が生じている。仮にリギルドセンチュリーが正暦の後に制定されたとした場合、宇宙世紀は正暦から約1万年前の出来事であると設定している∀ガンダムとの間に矛盾が生じ、『宇宙世紀含め2000年の歴史』というセリフも辻褄が合わなくなってしまう。サンライズとしては現在でも『宇宙世紀の後にリギルドセンチュリーが制定された』という見解を示している。

## リギルドセンチュリーの世界観
Gのレコンギスタ作中においてはR.C.1014年のみが描かれ、それ以前およびそれ以降については描かれない。
技術を発展させすぎたことにより人類滅亡の危機に陥ってしまった前時代の反省を踏まえ、今世紀では技術の抑制が行われている。リギルドには「再鍍金」という意味があり、大人たちの手によって作られた虚飾にまみれたメッキを若者の手で剥がしていくという含意がある。
MSなどの技術は今世界においても現存しており、ガンダムに相当する機体である『G-セルフ』が存在する。

## リギルドセンチュリー年表
| R.C. | 出来事                                                              |
| ---- | ------------------------------------------------------------------- |
| 0001 | リギルドセンチュリー制定。                                          |
| 1014 | Gセルフがキャピタル・テリトリィ内に降下。それを発端とする騒動勃発。 |